# Боме (Ен)
Боме (фр. Beaumé) насеље је и општина у североисточној Француској у региону Пикардија, у департману Ен (Пикардија) која припада префектури Вервен.
По подацима из 2011. године у општини је живело 98 становника, а густина насељености је износила 10,68 становника/km². Општина се простире на површини од 9,18 km². Налази се на средњој надморској висини од 212 метара (максималној 254 m, а минималној 168 m).

## Демографија
| 1962. | 1968. | 1975. | 1982. | 1990. | 1999. | 2011. |
| ----- | ----- | ----- | ----- | ----- | ----- | ----- |
| 129   | 145   | 112   | 123   | 113   | 118   | 98    |

График промене броја становника у току последњих година